# Lambert itáliai király
II. Lambert (kb. 880 – 898. október 15.) Itália királya volt 891-től, császár, társcsászárként 892-től, illetve Spoleto és Camerino hercege apja, III. Guido 894-es halálától. San Rufinóban született.
Lambertet 891 májusában koronázták királlyá Paviában. Ezt követte a császári koronázás megszerzése még apja idején, 892. április 30-án Ravennában a vonakodó Formosus pápa által. Lambert és apja megállapodtak a pápával, hogy megerősítsék a Kis Pipinnel kötött szerződést, ami létrehozta a pápai államot és Karoling ajándékokat ajándékoztak a Szentatyának. 893-ban, azonban Formosus küldöttséget menesztett Regensburgba, hogy felkérje Karintiai Arnulfot Itália felszabadítására és felajánlja neki a koronát Rómában. Arnulf elküldte fiát, Zwentibold lotaringiai királyt, egy bajor sereggel, hogy szövetkezzen Friuli Berengárral. Legyőzték Guidót, de később vereséget szenvedtek és az ősz folyamán visszavonulásra kényszerültek. Arnulf később személyesen vezetett át egy sereget az Alpokon, 894 elején. Elfoglalta az összes területet a Pótól északra, de nem ment tovább Guido késő őszi halála előtt. Lambert azonnal király és császár is lett, amint követte apját a Spoletói Hercegség élén. Viszont fiatal kora miatt szélsőségesen németellenes anyja régenssége alá került. Amikor Berengár elfoglalta Paviát, Lambert és anyja Rómába utaztak hogy megszerezzék a pápai jóváhagyást Lambert császárságára. Ám a pápa Arnulfot kívánta a trónra, ezért Lambert bebörtönöztette a Angyalvárba.
Lambert minden figyelmét lekötötte hogy meghiúsítsa Karintiai Arnulf és Friuli Berengár terveit, hogy uralmuk alá vonják Itáliát. II. Adalbert toszkán őrgróf összeszedte erőit és Berengárt Paviában fenyegette. 895 januárjától Lambert elkezdte építtetni palotáját a fővárosban. Ugyanebben az évben unokatestvére, IV. Guido spoletói herceg elfoglalta a Beneventói Hercegséget a Bizánci Birodalomtól. Fulk rheimsi érsek támogatása ellenére a pápa szembefordult Lamberttel, mivel félt a Spoletói-dinasztia hatalmától. Szeptemberben követség jelent meg Regensburgban, hogy Arnulf segítségéért könyörögjön. Aki októberben meg is indította második hadjáratát Itáliába. Gyorsan átkelt az Alpokon és elfoglalta Paviát, de aztán csak lassan haladt tovább, hogy erőt gyűjtsön Toszkána ellen. Egyedül Adalbert csatlakozott hozzá. 896. február 21-én seregei erővel vették be Rómát, de a pápát megkímélték. Ezután Formosus pápa Arnulfot királlyá és császárrá koronázta és Lambertet letette a trónról. Ezután Arnulf Spoletóba vonult, ahova Ageltrude és Lambert menekültek, de hirtelen megbetegedett és le kellett fújnia a hadjáratot. Ugyanezen évben meghalt Formosus, így Lambert alkalmat kapott, hogy visszaszerezze a hatalmát.
Arnulf Németországba való visszatérése után egészen haláláig Lamberté volt a legerősebb hatalom a pentapolis területén, ezzel gyakorolva a hatalmat Itáliában. Visszafoglalta Paviát és lenyakaztatta Maginulf Milánó grófját, aki Arnulf mellé állt. Októberben és novemberben találkozott Berengárral Pavián kívül és felosztották maguk között Itáliát. Berengár kapta a birodalomnak a Pó és az Adda közötti részét, Lambert pedig a maradékot. Bergamón pedig megosztoztak. Ez a 889-es status quónak felelt meg. Lambert elhatározta hogy elveszi Gizellát, Berengár lányát. Ez volt az az esemény, amire száz évvel később Cremonai Liutprand visszavezette az itáliai megosztottságot.
897 elején Lambert Rómába utazott Ageltrude-dal és Guidóval, hogy újrakoronáztassa magát. A bosszúálló császár és anyja meggyőzték VI. István pápát, akit az ő hatására választottak meg, hogy vigyek bíróság elé Formosus holttestét különböző vádakkal. A testet, pápai díszeitől megfosztva és megcsonkítva, a Tiberisbe dobták a „Hulla-zsinat” után. 898 januárjában IX. János pápa rehabilitálta Formosust. Lambert februárban összehívott egy gyűlést Ravennába. Hetven püspök gyűlt össze és szignálta a 891-es paktumot, amely érvénytelenítette Arnulf megkoronázását Lambertével szemben. Érvényesítették IX. János pápa megválasztását. Megoldották a Formosus kérdést és érvényesítették a rehabilitálását. Ám, ami Lambert számára a legfontosabb volt, megerősítették I. Lothár 824-es Constitutio Romanáját, amely beleszólást engedett a császárnak a pápaválasztásba.
Lambert ezután az Egyházzal együtt kormányzott és folytatta apja politikáját a renovatio regni Francorumot illetően, újrateremtve a Frank Birodalmat. 898-ban törvényt hozott a készletek hasznosítása ellen.
Azonban Lambertnek még számolnia kellett Berengárral és a lázadó toszkán Adalberttel. 898-ban egy levél érkezett Páviába, a császár, aki épp Marengó közelében vadászott, Milánótól délre, legyőzte ellenfelét Borgo San Donninóban és Pavia börtönébe zárta. Ám, amint visszatért Marengóba, gyilkosság áldozata lett, vagy csupán leesett a lováról. Piacenzában temették el. Spoletóban IV. Guido követte a trónon. Napokon belül Berengár bevonult Paviába.